# Seznam tramvajových tratí v Brně
Seznam tramvajových tratí v Brně představuje přehled všech kolejových drah sloužících k tramvajové dopravě na území a v historii města Brna. První tramvajová trať byla uvedena do provozu 17. srpna 1869 pro koněspřežnou tramvaj, tehdy jako jedna z prvních v celém Rakousku-Uhersku a první v českých zemích. Po koněspřežné následovala v roce 1884 tramvaj parní a od roku 1900 elektrická. 
Seznam je rozdělen do dvou částí. První část je seřazena dle data zahájení provozu na daném úseku tratě. Druhá část spojuje tyto úseky do funkčně souvisejících tratí. Jsou uváděny současné názvy zastávek, ulic či čtvrtí, v závorce potom případné upřesnění polohy. Nejsou uvedeny vlečky do různých podniků.

## Dle data zahájení provozu

### I. koněspřežná tramvaj (1869–1874)
- Moravské náměstí – Královo Pole (Semillasso): zprovozněna 17. srpna 1869, zrušena na podzim 1874
- Moravské náměstí – Žerotínovo náměstí – Šilingrovo náměstí: zprovozněna 18. října 1869, zrušena 1. května 1872
- Moravské náměstí – Hlavní nádraží – Mendlovo náměstí: zprovozněna 28. listopadu 1869, zrušena na podzim 1874
  - úsek Moravské náměstí – Koliště – Malinovského náměstí zrušen 1. června 1873 a nahrazen přeložkou po Rooseveltově ulici
- Malinovského náměstí – Zábrdovice (odbočka Cejlu ke Svitavě): zprovozněna 8. června 1870, zrušena na podzim 1872
- Mendlovo náměstí – Pisárky (vozovna): zprovozněna 19. července 1870, zrušena na podzim 1874
- Hlavní nádraží – Dolní nádraží (nákladní trať): zprovozněna 8. října 1870, zrušena v červnu (?) 1872

### II. koněspřežná tramvaj (1876–1880)
- Hlavní nádraží – Pisárky (vozovna): zprovozněna 4. června 1876, zrušena 3. října 1880
- Hlavní nádraží – Královo Pole (Semilasso): zprovozněna 11. července 1876, zrušena 3. října 1880

### Parní tramvaj (1884–1900)
- Pisárky (vozovna) – Hlavní nádraží – Královo Pole (Semilasso): zprovozněna 31. května 1884, elektrifikována 21. června 1900
- Václavská – Ústřední hřbitov: zprovozněna 1. listopadu 1884, elektrifikována 21. června 1900

### Elektrická tramvaj

#### 1900–1919
- Pisárky (vozovna) – Hlavní nádraží – Královo Pole (Semilasso): elektrifikována 21. června 1900 (původní trať parní tramvaje)
  - úsek Výstaviště – Mendlovo nám. přeložen z ulice Hlinky na samostatné těleso 25. března 1966
- Václavská – Ústřední hřbitov: elektrifikována 21. června 1900 (původní trať parní tramvaje)
- nám. Svobody – Malinovského nám. – Zábrdovice (před mostem přes Svitavu): zprovozněna 6. října 1900
  - úsek nám. Svobody – Malinovského nám. zrušen 1. září 1958
- Masná (Jatky) – Křenová – Hlavní nádraží – nám. Svobody – Moravské nám. – Veveří – Jiráskova – Údolní – Moravské nám. („velká smyčka“): zprovozněna 2. února 1901
  - úsek po Jiráskově zrušen 2. prosince 1902
  - přeložka na Žerotínově nám. zprovozněna 1908
  - úsek Masná (Jatky) – Křenová zrušen 29. listopadu 1942
  - na úseku nám. Svobody – Hlavní nádraží zastaven provoz 1. května–21. prosince 1952
  - úsek po Brandlově zrušen 1. srpna 1960 a nahrazen spojkou v horní části České
  - na úseku Moravské nám. – Hlavní nádraží zastaven provoz 1. února 1999–1. listopadu 2006
- Křenová – Komárov (poblíž nynější zastávky Konopná): zprovozněna 2. února 1901
  - úsek Zvonařka – Konopná zrušen 11. března 2018
  - úsek Úzká – Zvonařka zrušen 29. června 2018
- Obilní trh – Všetičkova: zprovozněna 30. prosince 1902
- Moravské nám. (před kostelem sv. Tomáše) – Koliště – Milady Horákové – třída Kapitána Jaroše – Jeřábkova – Drobného (u ústí Antonína Slavíka): zprovozněna 12. července 1903
  - úsek přes Koliště zrušen 2. prosince 1939 a nahrazen průrazem skrz park
  - úsek Milady Horákové – Drobného zrušen 1946
- Mendlovo nám. – Šilingrovo nám.: zprovozněna 29. října 1903
  - přeložka na Mendlově nám. zprovozněna 25. března 1966
- Komárov (Konopná) – Komárov (náhon): zprovozněna 18. ledna 1906
- Šilingrovo nám. – Dominikánské nám. – nám. Svobody: zprovozněna 20. července 1906, zrušena 6. května 1942
  - propojení tratě s ostatními tratěmi na nám. Svobody zprovozněno 9. května 1913
- Veveří (Jiráskova) – Veveří (Resslova): zprovozněna 24. října 1914
- Veveří (Resslova) – Tábor: zprovozněna 21. ledna 1915
- kolej (pův. manipulační) kolem paláce Morava po Benešově: zprovozněna 4. října 1915

#### 1920–1945
- Cejl – Vranovská – Valchařská (před Svitavou): zprovozněna 15. srpna 1924
  - jednokolejný úsek po Mostecké a Nováčkově zprovozněn 24. listopadu 1973
- Královo Pole (Semilasso) – Řečkovice: zprovozněna 1. ledna 1926
- Křenová – Životského – Juliánov (u kapličky): zprovozněna 25. ledna 1926
- Tábor – Žabovřesky (Maničky): zprovozněna 3. února 1927
- Zábrdovice (před mostem přes Svitavu) – Židenice (Kuldova): zprovozněna 27. října 1928
- Juliánov (u kapličky) – Juliánov (Potácelova): zprovozněna 27. října 1928
- Všetičkova – Masarykova čtvrť, nám. Míru: zprovozněna 29. června 1929
- Komárov (náhon) – Komárov, Mariánské nám.: zprovozněna 1. listopadu 1930
  - koncový úsek na Mariánském nám. zkrácen 28. září 1978
- Valchařská (před Svitavou) – Maloměřice (Říční): zprovozněna 1. ledna 1931
- Maloměřice (Říční) – Obřany (most): zprovozněna 28. června 1931
- Ústřední hřbitov – Horní Heršpice (Bohunická): zprovozněna 17. ledna 1932
  - úsek za Ústředním hřbitovem přeložen pod estakádu 29. listopadu 1986
- Židenice (Kuldova) – Židenice, kasárna: zprovozněna 10. června 1932
  - úsek kolem Staré osady přeložen 22. října 1983
  - úsek Stará osada – Židenice, kasárna zrušen 11. dubna 1985
  - nová smyčka Stará osada zprovozněna 16. dubna 1985
- Obřany (most) – Obřany, Babická: zprovozněna 14. srpna 1932
- Juliánov (Potácelova) – Juliánov: zprovozněna 28. srpna 1939
- Žabovřesky (Maničky) – Žabovřesky (Sochorova): zprovozněna 22. prosince 1939, zrušena 2. ledna 1968
- Milady Horákové – Zemědělská: zprovozněna 10. listopadu 1940
- Komenského nám. – Šilingrovo nám.: zprovozněna 6. května 1942
- Životského – Černovické nádraží: zprovozněna 1. ledna 1943, zrušena 30. června 1969
- Černovické nádraží – Stránská skála: elektrifikována 1. ledna 1943 (původní trať parní železnice)
  - původní úsek Turgeněvova – most vlečky k Zetoru zrušen 18. března 1983, nahrazen souběžnou přeložkou 20. března 1983
- Šilingrovo nám. – Nové sady: zprovozněna 1. srpna 1943
- Stránská skála – Líšeň, Holzova: elektrifikována 11. listopadu 1943 (původní trať parní železnice), zrušena 4. října 1964

#### 1946–1989
- Žabovřesky (Maničky) – Branka: zprovozněna 26. října 1947
  - úsek kolem zastávky Jundrovská přeložen 4. června 1976
  - úsek Jundrovská – Branka přeložen 17. dubna 1977
- Branka – Bystrc (levý břeh Svratky): zprovozněna 23. května 1948
- Židenice, kasárna – Židenice (Karlova): zprovozněna 29. května 1948, zrušena 11. dubna 1985
- Jugoslávská – Štefánikova čtvrť: zprovozněna 3. července 1949
- Horní Heršpice (Bohunická) – Horní Heršpice (Ořechovská): zprovozněna 15. prosince 1951
- Královo Pole (Semilasso) – Královo Pole, nádraží: zprovozněna 13. prosince 1952
- Bystrc (levý břeh Svratky) – Zoologická zahrada: zprovozněna 29. listopadu 1958
- Konečného nám. – Červinkova: zprovozněna 8. září 1961
- spojka Benešova – Křenová: zprovozněna 3. ledna 1966
- spojka Židenice (Karlova) – Maloměřice (Selská): zprovozněna 1. května 1968, zrušena 9. března 1985
- spojka Juliánov (kaplička) – Turgeněvova zprovozněna 3. ledna 1970
- Červinkova – Technické muzeum: zprovozněna 16. prosince 1972
- Zemědělská – Lesná, Čertova rokle: zprovozněna 22. prosince 1973
- Pisárky (vozovna) – Jundrovská: zprovozněna 1. ledna 1976
- spojka mezi Merhautova – Vranovská: zprovozněna 1. září 1977
- Horní Heršpice (Ořechovská) – Modřice: zprovozněna 22. prosince 1977
- Vídeňská – Švermova: zprovozněna 1. května 1980
- Švermova – Starý Lískovec, smyčka: zprovozněna 9. května 1982
- Zoologická zahrada – Bystrc, Rakovecká: zprovozněna 11. července 1983
- Bystrc, Rakovecká – Bystrc, Ečerova: zprovozněna 3. července 1984
- Krásného – Novolíšeňská: zprovozněna 5. června 1986
- Novolíšeňská – Kotlanova: zprovozněna 8. července 1989

#### od 1990
- Nové sady – Krematorium: zprovozněna 20. prosince 1994
- Kotlanova – Jírova: zprovozněna 1. května 1998
- Jírova – Líšeň, Mifkova: zprovozněna 19. prosince 2004
- Technické muzeum – Technologický park: zprovozněna 17. května 2008
- Úzká – Konopná (přeložka z ulice Dornych do ulice Plotní): zprovozněna 1. července 2021
- Osová – Nemocnice Bohunice: zprovozněna 11. prosince 2022
- Žabovřeská (přeložka do tunelu): zprovozněna 1. května 2023

## Dle geografického vymezení

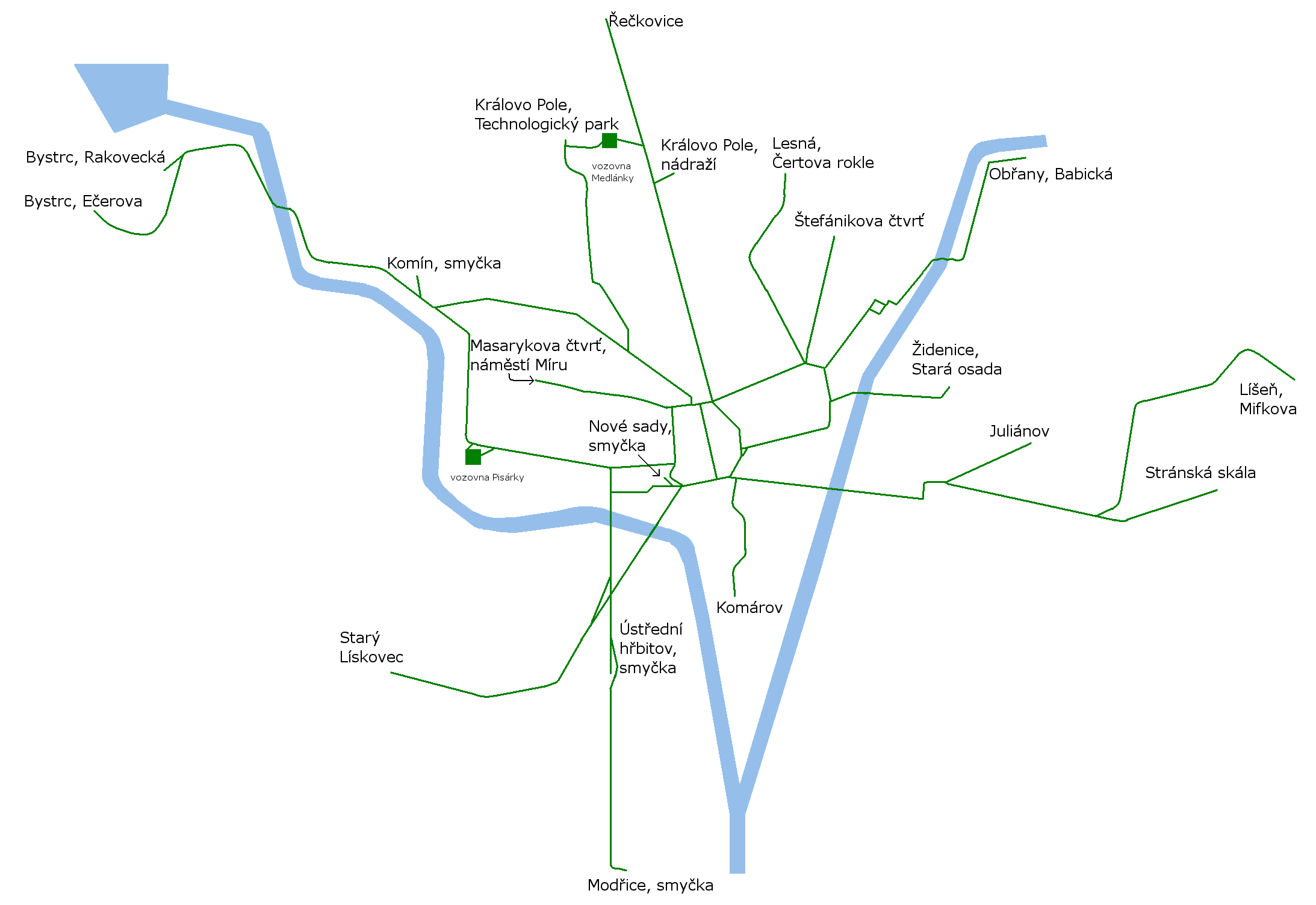
Plán tramvajových tratí v Brně

### Centrum
- tramvajová trať Moravské náměstí – Hlavní nádraží – Nové sady
- tramvajová trať Moravské náměstí – Česká – Nové sady
- tramvajová trať Moravské náměstí – náměstí Svobody – Hlavní nádraží
- tramvajová trať Komenského náměstí – Masarykova čtvrť, náměstí Míru
- tramvajová trať Mendlovo náměstí – Šilingrovo náměstí – náměstí Svobody

### Východ
- tramvajová trať Benešova – Komárov
- tramvajová trať Hlavní nádraží – Juliánov
  - včetně odbočky na Masnou (Jatky)
- tramvajová trať Životského – Líšeň, Holzova
  - včetně spojky Juliánov (kaplička) – Turgeněvova
- tramvajová trať Krásného – Líšeň, Mifkova

### Severovýchod
- tramvajová trať náměstí Svobody – Stará osada – Selská
  - včetně spojky Benešova – Malinovského nám.
- tramvajová trať Cejl – Obřany, Babická
  - včetně spojky Vranovská – Merhautova
- tramvajová trať Moravské náměstí – Lesná, Čertova rokle
  - včetně odbočky na Drobného (Sadová) a spojky po Kolišti
- tramvajová trať Jugoslávská – Štefánikova čtvrť

### Sever a severozápad
- tramvajová trať Moravské náměstí – Řečkovice
  - včetně odbočky Semilasso – Královo Pole, nádraží
- tramvajová trať Česká–Jundrovská
  - včetně spojky po Brandlově, části „velké smyčky“ po Jiráskově a odbočky po Sochorově
- tramvajová trať Konečného náměstí – Technologický park
- tramvajová trať Pisárky – Bystrc, Ečerova
  - včetně přeložek v oblastech Jundrov a Komín

### Jih a jihozápad
- tramvajová trať Nové sady – Mendlovo náměstí – Pisárky
  - včetně přeložek okolo Mendlova náměstí
- tramvajová trať Křížová – Modřice, smyčka
  - včetně odbočky ke smyčce Ústřední hřbitov
- tramvajová trať Nové sady – Starý Lískovec, smyčka
  - včetně spojky Vídeňská – Krematorium
- tramvajová trať Osová – Nemocnice Bohunice